# 古代ローマの神殿

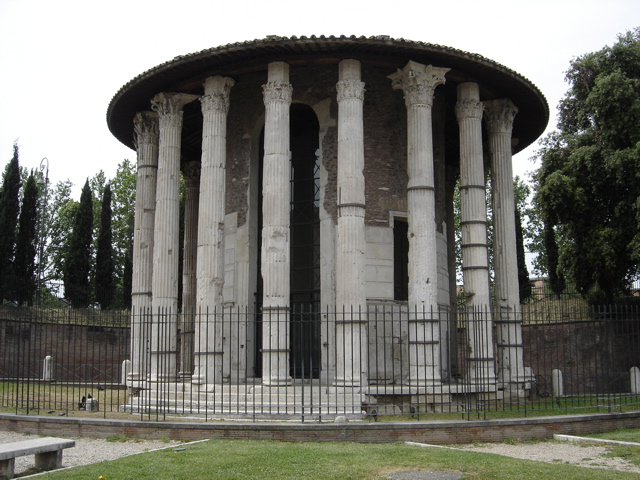
ローマのマルケッルス劇場付近にあるヘラクレス・ウィクトール神殿（ギリシア様式のローマ神殿）

古代ローマの神殿（こだい－しんでん）は古代ローマのペイガニズムに基づく信仰の場であり、人々は神殿で礼拝を行った。掃除が容易ということから生贄は神殿の外にある祭壇で捧げられ、儀式には大勢が参列した。古代ローマの神殿はそれほど大きくはなく、基本的には内陣 (cella) と呼ばれる主室に信仰対象の像を安置しているだけのものだった。内陣に香を焚くための小さな祭壇が設置されている場合もある。内陣の後ろには捧げ物や儀式の道具の貯蔵室があった。

## 主要な信仰対象
古代ローマ人は、神殿でローマ神話の神々に祈りを捧げ、儀式的礼拝として捧げ物をしたり、動物の生贄を捧げた。中でも次の12柱の神々が重視された。
1. ユーピテル - 神々の王、雨・雷鳴・稲妻の神
2. ユーノー - 神々の女王、女性と子供の女神
3. ネプトゥーヌス - 海と嵐の神
4. プルートー - 冥界の神
5. アポロ - 予言の神
6. マールス - 戦争の神
7. ウェヌス - 愛と美の女神
8. メルクリウス - 神々のメッセンジャー、交易と盗賊の神
9. サートゥルヌス - ユーピテルの父
10. ウーラヌス - サートゥルヌスの父
11. ディアーナ - 狩猟の女神
12. クピド - 愛の神、ウェヌスの息子

また、ローマ帝国時代には皇帝崇拝が発生し、皇帝を祭った神殿も建設された。

## ファヌム
古代ローマ人は、神殿のない信仰の場（例えば、早くからの信仰の場だった「ディアナ・ネモレンシス（ネーミのディアナ）の木立ち」など）や国教である本来の伝統的なペイガニズムにない異教の神を祭る神殿などをラテン語で「神聖な領域」を意味するファヌム (fanum) と呼んだ。
- ラテン語の形容詞 fanaticus は英語の fanatic（狂信的な）に対応するが、これは信心深く伝統を重んじるローマ人が様々な外来の宗教慣習を指して批判的に使った言葉である。それにもかかわらずローマ帝国では主に被征服民の信仰がいくつか取り入れられた。例えば、ペルシャのミトラ教や古代エジプトの地母神イシスとセラピス（セラピスのファヌムは特にセラペウムと呼ばれた）への信仰などがあり、大いに流行した。カンプス・マルティウスに建てられたイシスとセラピスの神殿は、エジプト産の建材を使ったエジプト風の神殿になっており、エジプトの神であるイシスをヘレニズムの様式で祭るというローマ帝国期によく見られる異類混交の信仰の場だった。
- ファヌムという言葉はローマの地名にも使われた。例えば、ファヌム・ヴォルトゥムナエ（現在のヴィテルボかモンテフィアスコーネ）、ファヌム・フォルトゥナエ（現在のファーノ）などがある。
- 原始キリスト教とキリスト教がローマ帝国によって公式に国教とされた後、ファヌムもローマのペイガニズムと共に事実上排除されることになった。

## 主な古代ローマの神殿
ローマにある主な神殿は次のとおり。
- 万神殿（パンテオン） - カンプス・マルティウス
- アポロ・パラティヌス神殿 - パラティヌスの丘
- アントニヌス・ピウスとファウスティナ神殿 - フォルム・ロマヌム
- ウェスタ神殿 - フォルム・ロマヌム
- ウェヌス・ゲネトリクス神殿 - フォルム・ユリウム
- ウェヌスとローマ神殿 - フォルム・ロマヌムの北東端
- カエサル神殿 - フォルム・ロマヌム
- カストルとポルックス神殿 - フォルム・ロマヌム
- コンコルディア神殿 - カピトリヌスの丘の麓
- サートゥルヌス神殿 - フォルム・ロマヌム西端
- ハドリアヌス神殿 - カンプス・マルティウス
- ヘラクレス・ウィクトール神殿 - フォルム・ボアリウム
- ポルトゥヌス神殿 - フォルム・ボアリウム
- ヤーヌス神殿 - フォルム・ロマヌム
- ユピテル・オプティムス・マキシムス、ユーノー、ミネルウァ神殿 - カピトリヌスの丘
- ウェスパシアヌスとティトゥス神殿 - フォルム・ロマヌム西端

ローマ以外の主な神殿は次の通り。
- ウマイヤド・モスク - シリア ダマスカス。古代ローマ時代はユーピテルの神殿だった。
- メゾン・カレ - 南フランス ニーム。
- アウグストゥス神殿 (プーラ) - クロアチア プーラ。
- スペイン、ビックの神殿